# لعبة حفلات

ماريو وغومبا وبيتش وباوزر يتنافسون في لعبة ترايك هاردر المصغرة من لعبة سوبر ماريو بارتي.

لعبة حفلات (بالإنجليزية: Party video game)‏ أو لعبة حفل أو لعبة احتفالية أو لعبة احتفال، هو نوع من أنواع ألعاب الفيديو يتكون من عدة أجزاء فرعية يقدم مراحل متناوبة من الألعاب المصغرة البسيطة وقصيرة العمر وسهلة التحكم المصممة أساسًا للاعبين المتعددين.

## نبذة
غالبًا ما تتكون لعبة الحفلات من العديد من الألعاب المصغرة التي يمكن لعبها مع لاعبين متعددين، ويسهل التحكم فيها نسبيًا ويمكن الوصول إليها. بعض الألعاب، مثل سلسلة ماريو بارتي وسونيك شفل.

### النشأة
نشأت لعبة الحفلات كنوع من ألعاب الفيديو ما بين عامي 1982-1983 مع لعبة بارتي مكس. طُوِرَت اللعبة لمشغل ألعاب الفيديو أتاري 2600 ويتألف من خمس ألعاب في لعبة واحدة. اشتهرت اللعبة بميزة تقسيم الشاشة المبتكرة.

### التحكم
يتحكم في اللعبة عبر عصا التحكم أو المقبض، والتي يمكن توصيلها غالبًا بنفس جهاز التحكم. في حالة تقسيم الشاشة، يُخَصَّص الجزء الخاص بهم من شاشة التلفاز للاعبين.